# Hack-a-Shaq

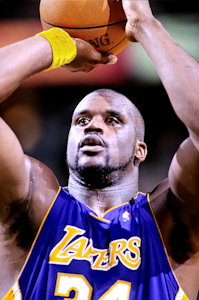
Shaquille O'Neal, jugador que dio nombre a la estrategia.

El Hack-a-Shaq es una estrategia de baloncesto empleada especialmente en la National Basketball Association (NBA), que consiste en reducir la capacidad anotadora del equipo rival haciendo faltas reiteradas a un jugador con bajos porcentajes de acierto desde la línea de tiros libres.
Fue inventada en la década de 1990 por Don Nelson, en aquel entonces entrenador de los Dallas Mavericks. Originalmente, Nelson diseñó esta estrategia para usarla en Dennis Rodman, ala-pívot de los Chicago Bulls. Sin embargo, el Hack-a-Shaq se hizo famoso por su implementación contra Shaquille O'Neal, conocido por sus pobres porcentajes desde la línea de tiros libres (52'7% a lo largo de su carrera).

## Origen del nombre
El término Hack-a-Shaq es un juego de palabras resultado de combinar la palabra hack (en el baloncesto estadounidense, cometer faltas intencionadas) con Shaq, uno de los alias de Shaquille O'Neal.

## Aplicación en otros jugadores
Además de en Shaquille O'Neal, el hack-a- se ha empleado sobre otros jugadores con poco acierto desde la personal. Ben Wallace promedió un 41'4% en tiros libres durante su carrera, lo que le convierte en el jugador con peor porcentaje de la historia de la NBA con un mínimo de mil lanzamientos intentados. Bruce Bowen, uno de los mejores defensores de la liga, también sufrió esta estrategia debido a sus problemas con los tiros libres (57'5%) a pesar de ser uno de los jugadores más fiables desde la línea de tres puntos.
En los Play-off de la temporada 2020/2021, tanto los Washington Wizards como los Atlanta Hawks hicieron el hack-a- sobre  Ben Simmons. Este caso es inédito, ya que por lo general esta técnica se utiliza contra jugadores que se desempeñan en la posición de Pivot, y Simmons en base.

### Dwight Howard
El pívot Dwight Howard es uno de los jugadores a los que más se le ha hecho el hack en la NBA. De hecho, la estrategia recibe el nombre de Hack-a-Howard cuando se utilizaba sobre el entonces 
jugador de Los Angeles Lakers. El 12 de enero de 2012, los Golden State Warriors se enfrentaron a los Orlando Magic, equipo en el que militaba Howard en aquel entonces. En ese partido, los Warriors no pararon de cometer faltas sobre el center de los Magic. El resultado fue que Howard intentó un total de 39 tiros libres esa noche, logrando un nuevo récord histórico para un jugador. Superman, que llevaba un 42% de acierto desde la personal en ese momento de la temporada, convirtió 21 de esos lanzamientos y concluyó el encuentro con 45 puntos y 23 rebotes. Además, su equipo se llevó la victoria por 109-117.

### Andre Drummond
El 20 de enero de 2016, el pívot de los Detroit Pistons Andre Drummond (38'5% en los tiros libres en cuatro temporadas de carrera) estableció un récord de más tiros libres fallados en un partido en toda la historia de la NBA. Ante los Rockets, Drummond erró 23 de los 36 que lanzó, superando los 22 fallados por Wilt Chamberlain en diciembre de 1967.